# Gomionica kolostor
A Gomionica kolostor (szerbül: Манастир Гомионица) egy szerb ortodox kolostor Bosznia-Hercegovinában, a Boszniai Szerb Köztársaságban, a templomát a Boldogságos Szűz Mária bemutatására szenteltek. Kmećani faluban található, 42 kilométerre nyugatra Banja Lukától. A kolostor a Zmijanje néven ismert régió spirituális központja.

## Története
1536 előtt alapították, bár alapításának pontos dátuma nem ismert. A 16. századi források Zalužje néven említették, jelenlegi neve pedig egy közeli folyóról származik. A 16. század második felében az oszmánok a kolostor apátjának tulajdonították Gomionica széles körzete lakosságának békés hozzáállását. A 16. század végén Gomionica már a liturgikus könyvek másolásának fontos központja volt. A boszniai török hatóságok ortodoxokkal szembeni kedvezőtlen politikája miatt a szerzetesek többször elhagyták a kolostort, majd újjáépítették.
A kolostort a 17. század végén (a Szent Liga háborúja után) és az 1730-as években elhagyhatták, legalábbis részben. 1804-ben a kolostor egy tűzvész során teljesen megsemmisült, de 1811-ben újjáépítették A templomot a 18. és 19. században többször felújították.
A kolostortemplom egyhajós épület, 1870-ben freskókkal borított, régebbi, 16. századi kompozíciók alapján. 1900-ban az épületet harangtoronnyal bővítették.
Petar Kočić író a kolostorban szervezett általános iskolába járt. A monostor a második világháború alatt súlyosan megsérült, és apátját, Serafim Štrkićet 1941-ben a náci kötődésű horvát usztasák gyilkolták meg.
A háború után Gomionica női kolostor lett. 1953-ban Jugoszlávia kulturális emlékművévé, 2006-ban pedig Bosznia-Hercegovina nemzeti emlékművévé nyilvánították.

## Művészeti és kézműves tárgyak
A Gomionica kincstárában a 16–19. században készült ikonok, valamint a 14–17. században készült kéziratok és nyomtatott könyvek találhatók. A kolostornak egykor fából faragott keresztje volt, egy másik, az 1640-ben készült ezüst-aranyozott kereszt, amely később Thomas Gambier Parry magángyűjteményében volt, és később a londoni Courtauld Institute of Art épületébe került.

## Képgaléria

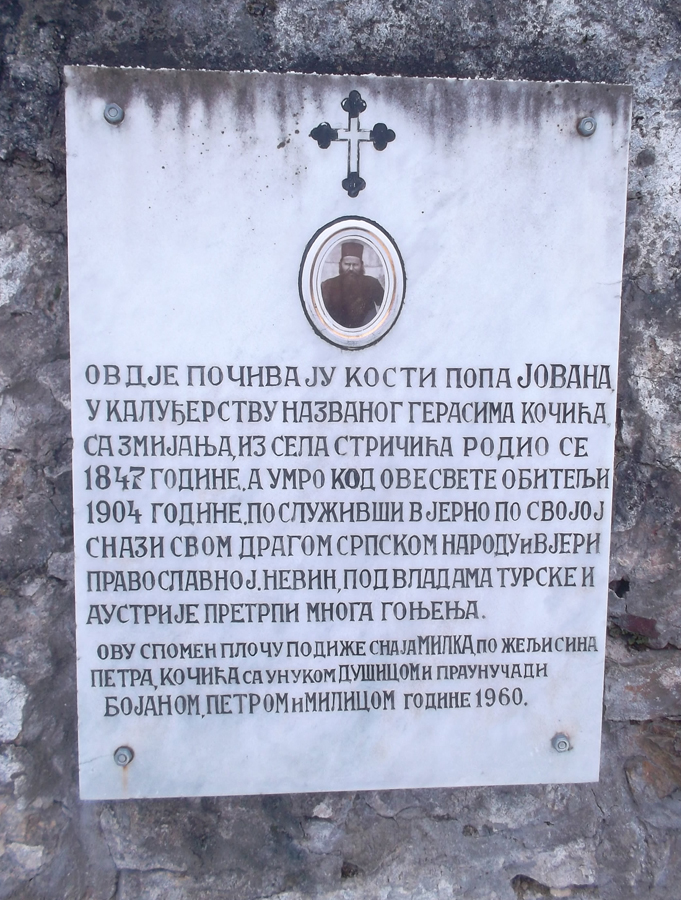
Petar Kočić apját itt temették el
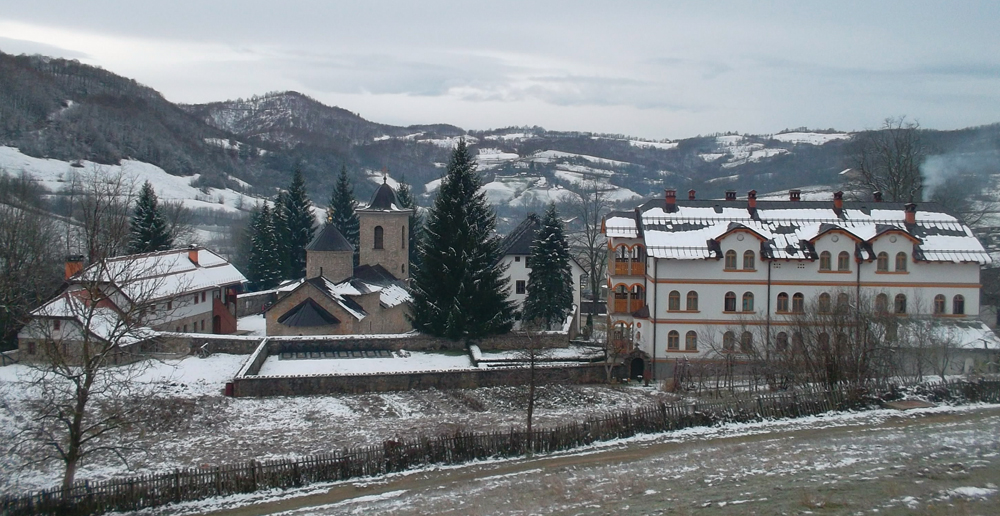
A kolostor és környéke
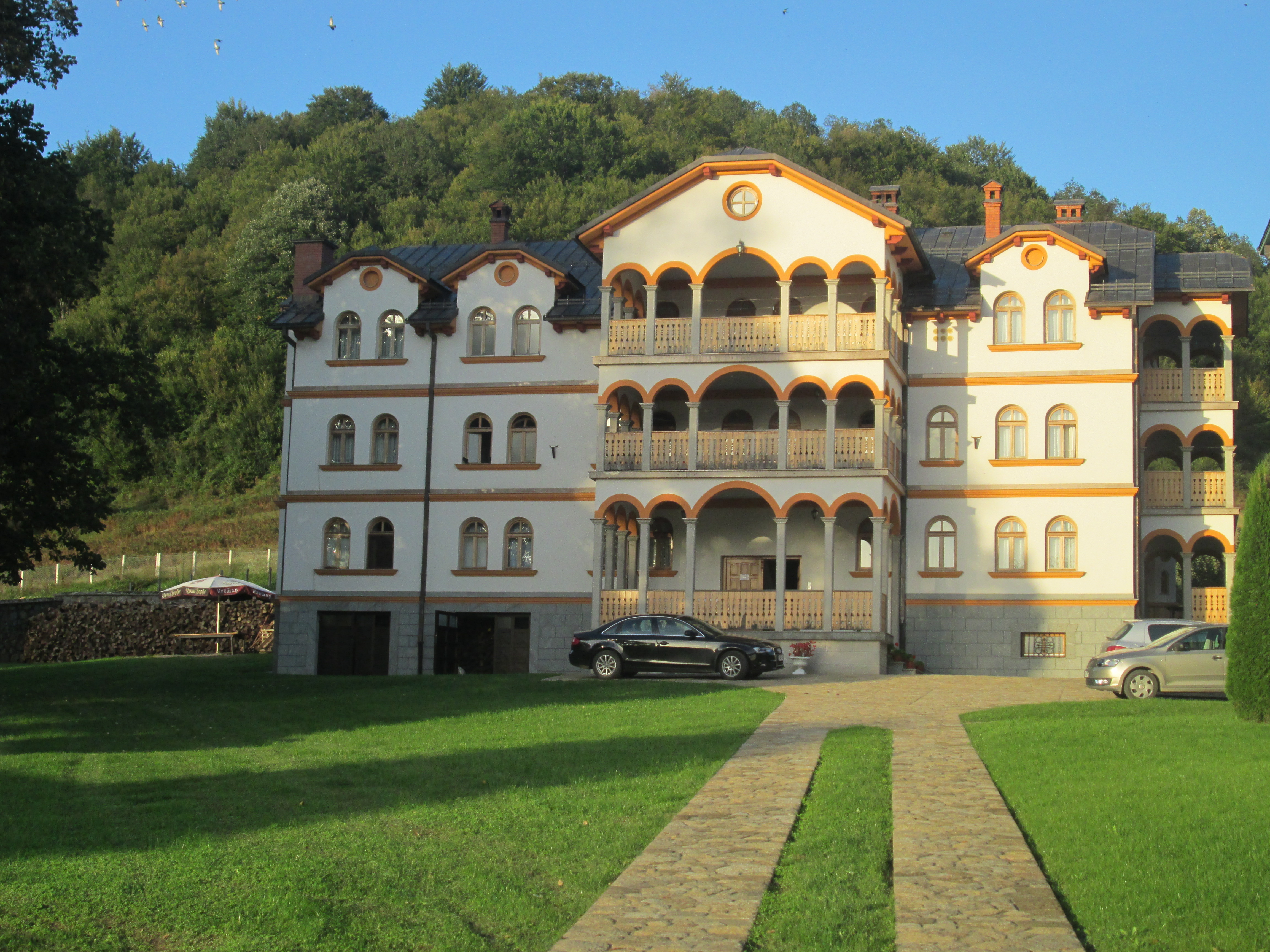
A Gomionica kolostor szemből
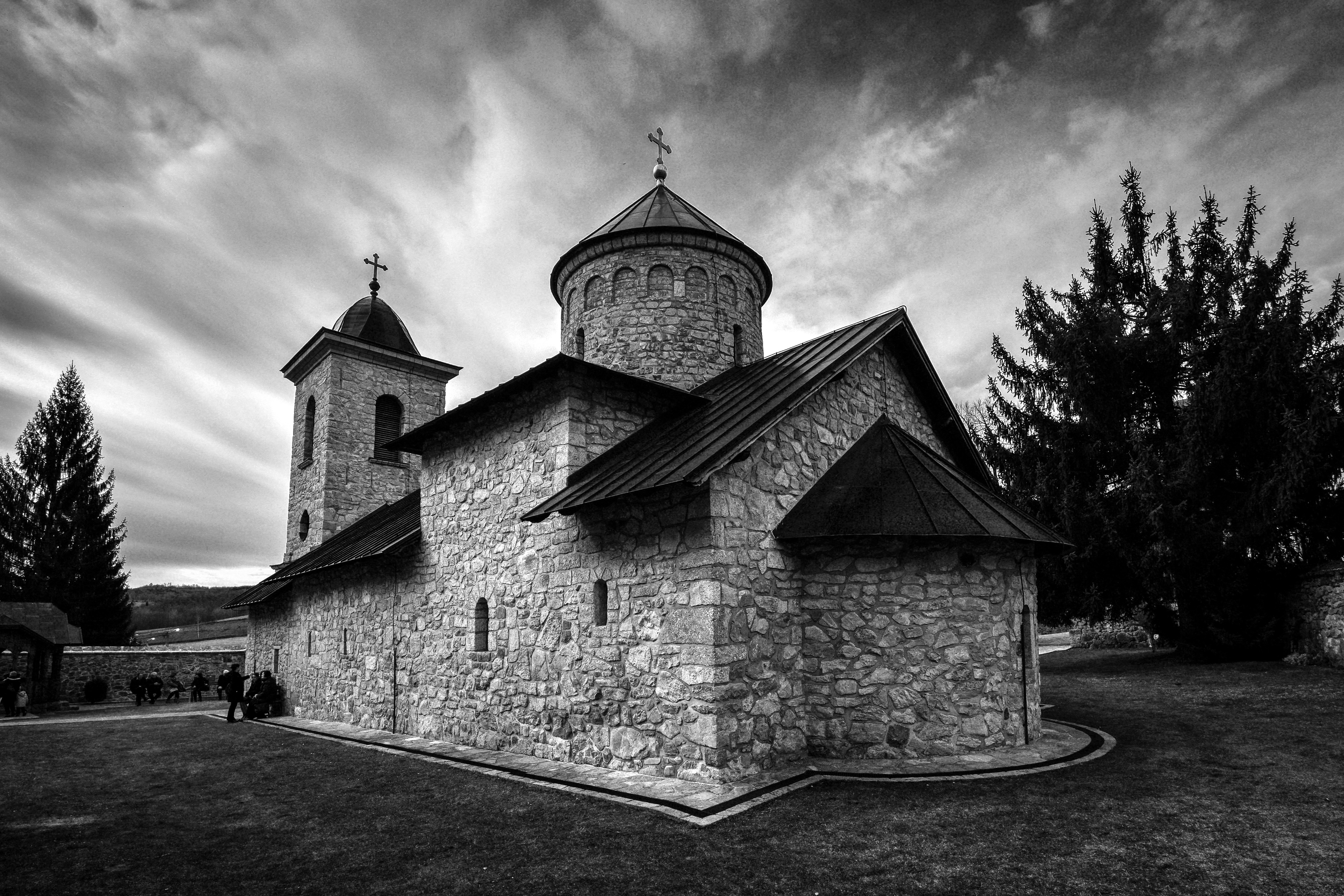
Fekete-fehérben
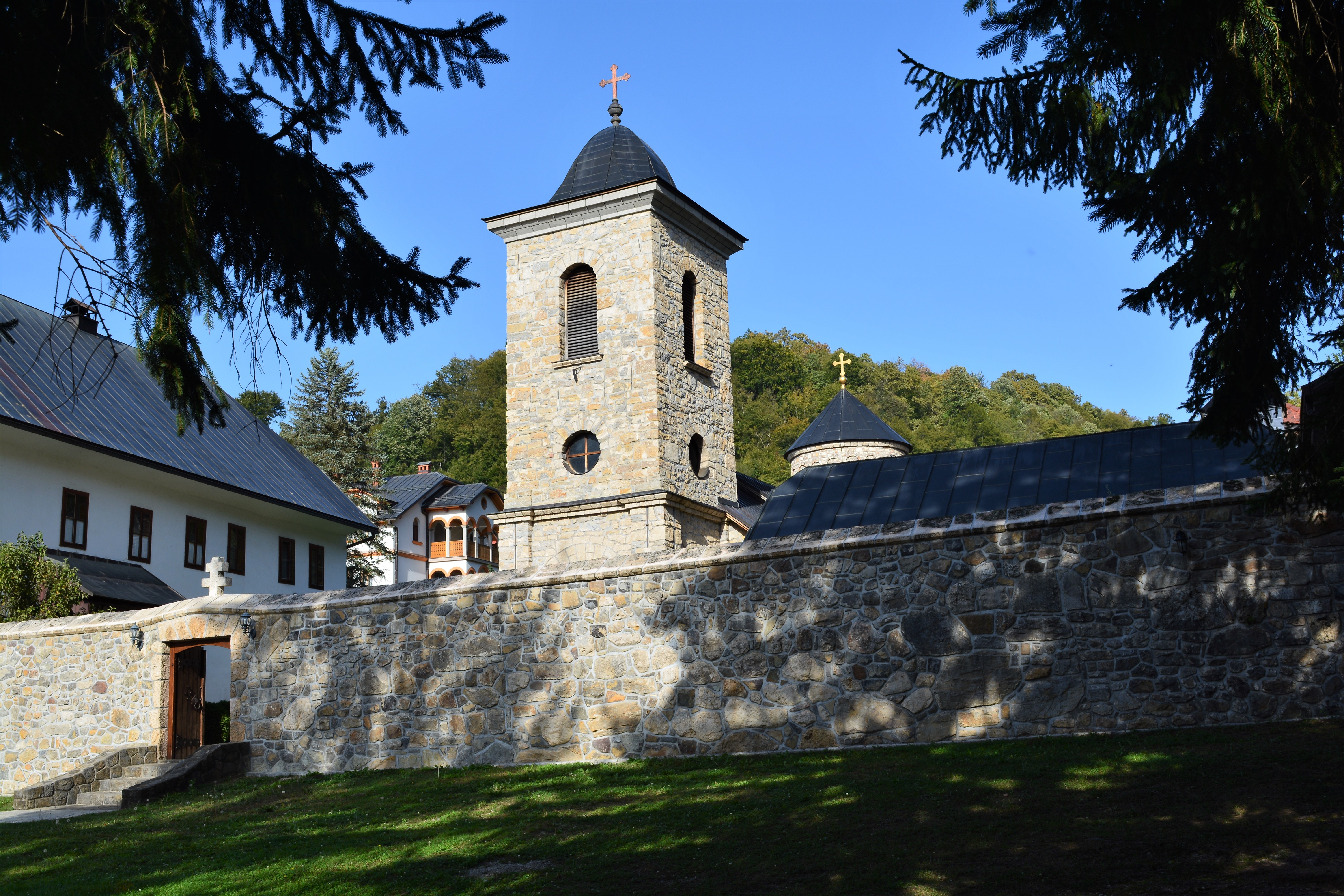
A kőfal és a templomtorony (2021)
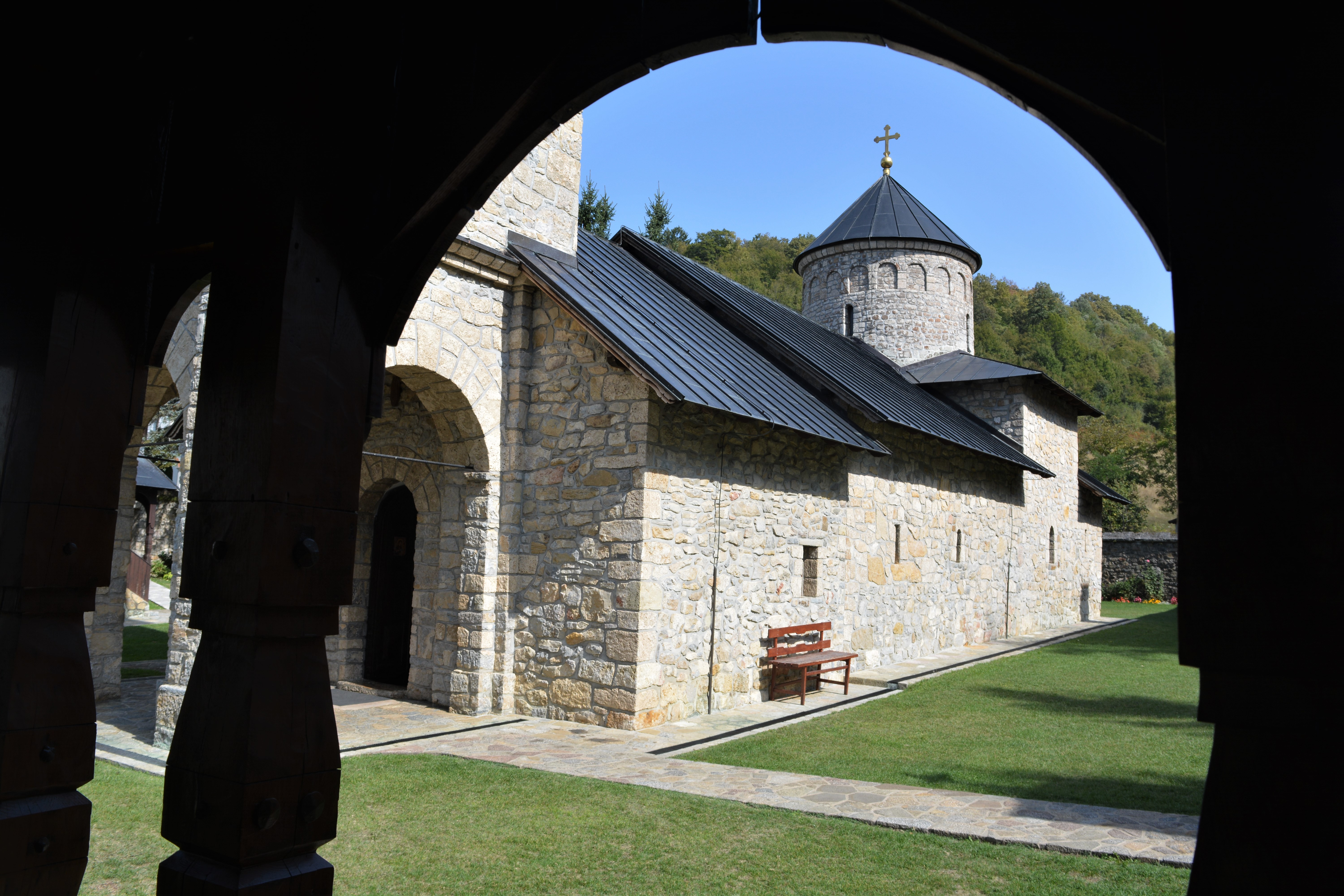
A klastrom udvara (2021)
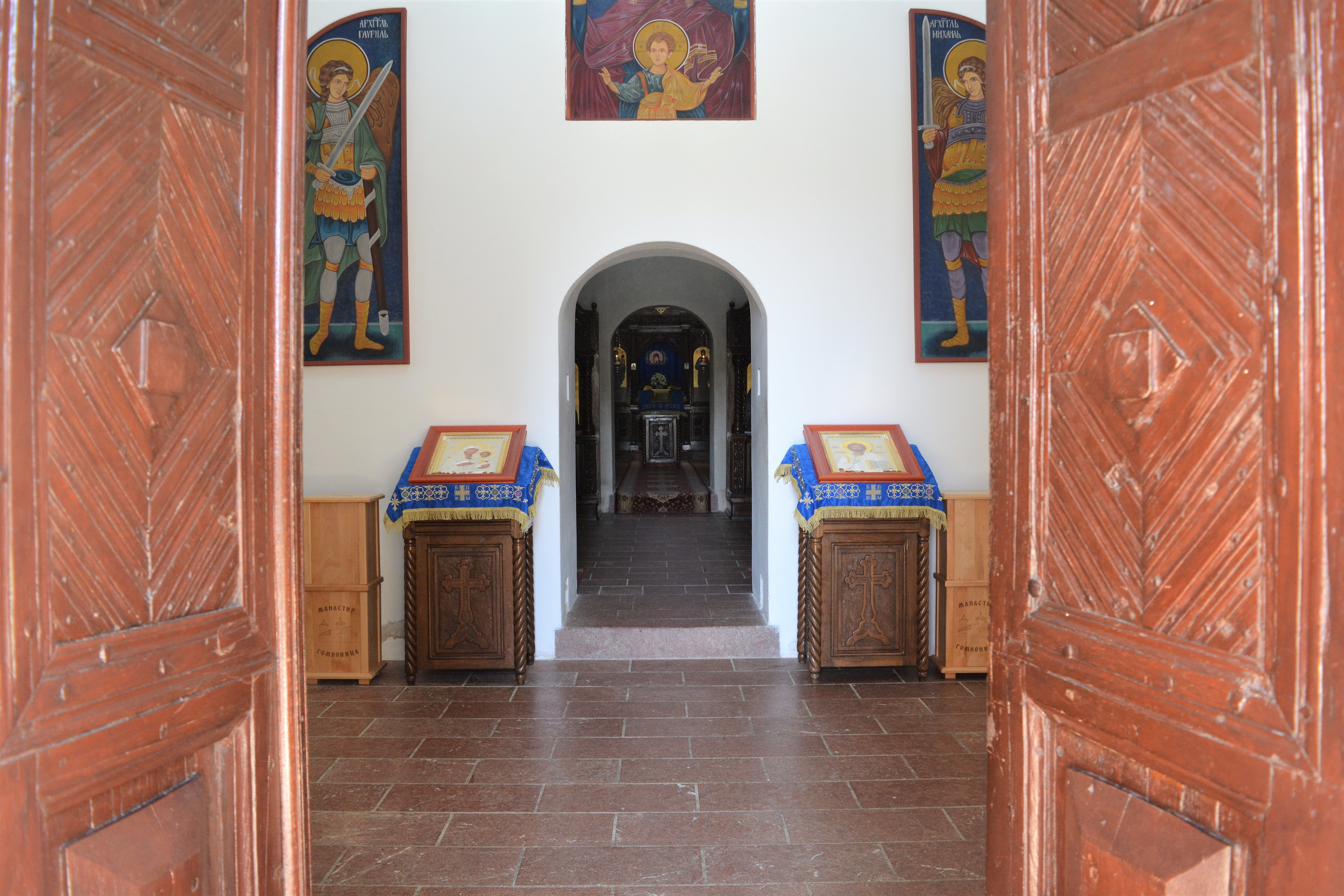
A templom belső tere (2021)
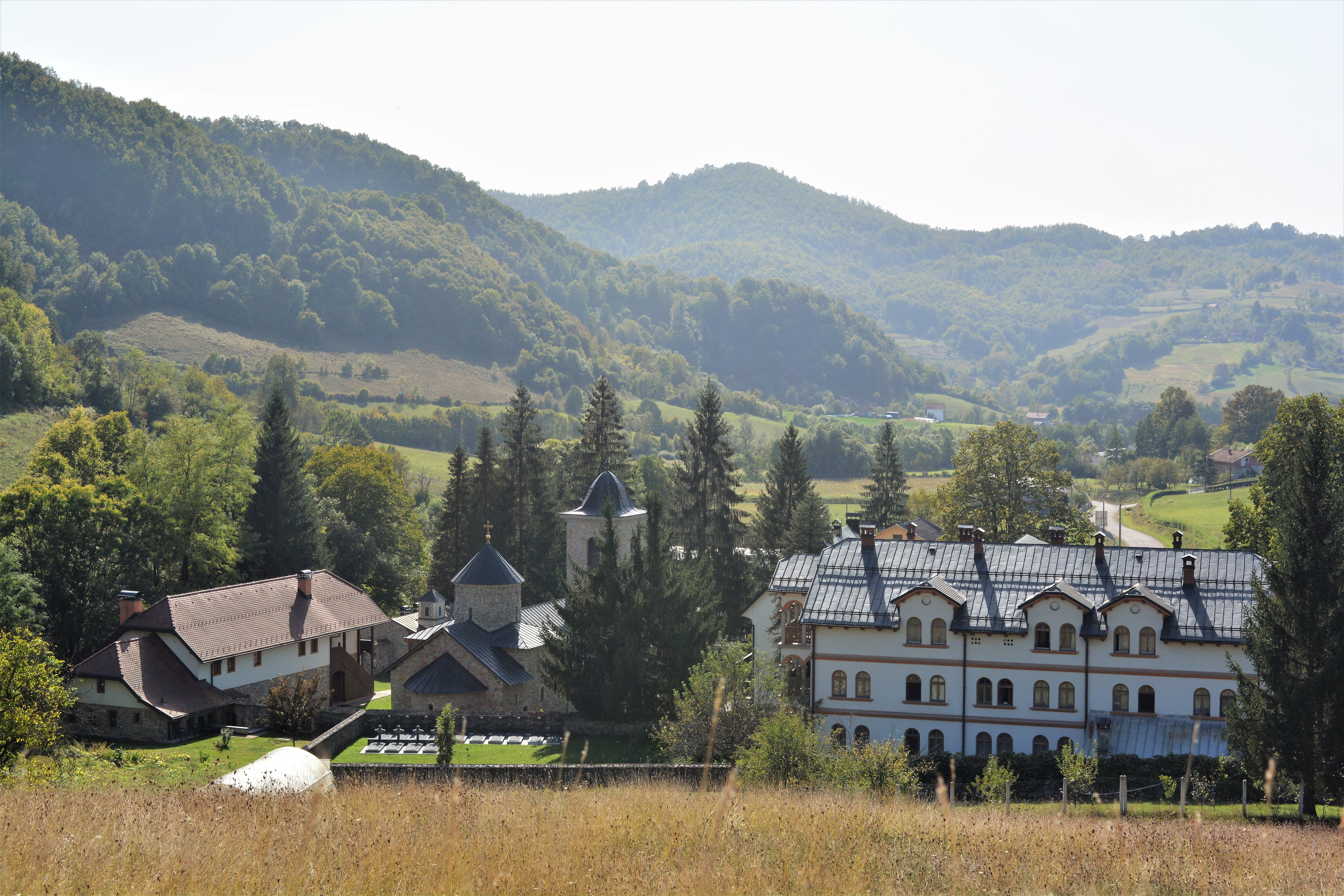
Az épületegyüttes a hegyek között (2021)

## Fordítás
- Ez a szócikk részben vagy egészben  a   Gomionica Monastery című angol Wikipédia-szócikk ezen változatának fordításán alapul.  Az eredeti cikk szerkesztőit annak laptörténete sorolja fel. Ez a jelzés csupán a megfogalmazás eredetét és a szerzői jogokat jelzi, nem szolgál a cikkben szereplő információk forrásmegjelöléseként.